# Вадбольське
Вадбольське — колишній населений пункт у Великобурлуцькому районі Харківської області, підпорядковувався Великобурлуцькій селищній раді.
1997 року зняте з обліку у зв'язку з переселенням жителів.